# Marinus Adrianus Koekkoek der Ältere

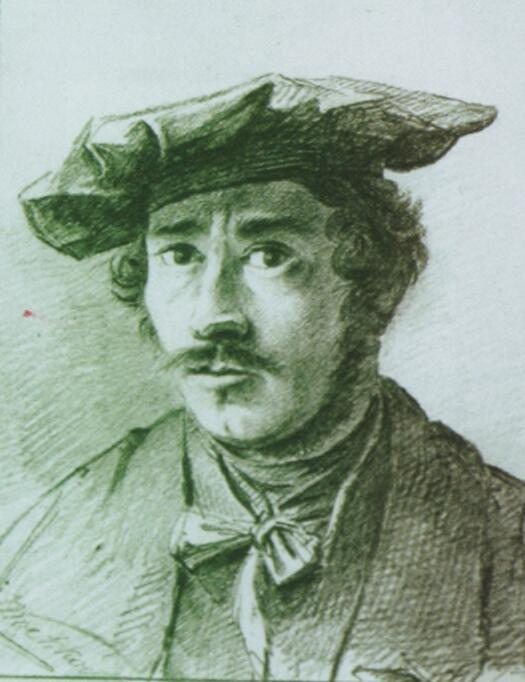
Marinus Adrianus Koekkoek der Ältere, Selbstporträt 1841

Marinus Adrianus Koekkoek der Ältere (* 25. September 1807 in Middelburg, Königreich der Niederlande; † 28. Januar 1868 in Amsterdam) war ein niederländischer Landschafts- und Marinemaler. In der Literatur wird er wegen der Namensgleichheit mit seinem Großneffen auch als Marinus Adrianus Koekkoek I. bezeichnet.

## Leben
Marinus Adrianus Koekkoek stammte aus der holländischen Künstlerfamilie Koekkoek. Er war der zweite Sohn von Johannes Hermanus Koekkoek und Anna van Koolwijk. Seine Brüder waren Barend Cornelis, Johannes und Hermanus Koekkoek der Ältere, seine Schwester war Anna Koekkoek (* 1812). Sein Vater und sein ältester Bruder Barend Cornelis führten ihn in die Kunstmalerei ein. 
1836 begann Koekkoek in Amsterdam  mit der Malerei. 1837 arbeitete er in Kleve, dann von 1838 bis 1839 in Hilversum, 1840 in Amsterdam, von 1842 bis 1854 wieder Hilversum und von 1854 bis zu seinem Tod 1868 erneut in Amsterdam. Für seine Landschaften gewann er 1847 eine Silbermedaille der The Felix Meritis Foundation (FMF).
Er war der Vater von Pieter Hendrik Koekkoek, den er – der Familientradition folgend – in Malerei unterwies.
Einige seiner Arbeiten sind im Rijksmuseum Amsterdam ausgestellt.

## Werke (Auswahl)
Koekkoeks wählte bevorzugt Wald- und Flusslandschaften als Motive für seine Bilder; malte später auch Tiere, Marinelandschaften und Porträts.

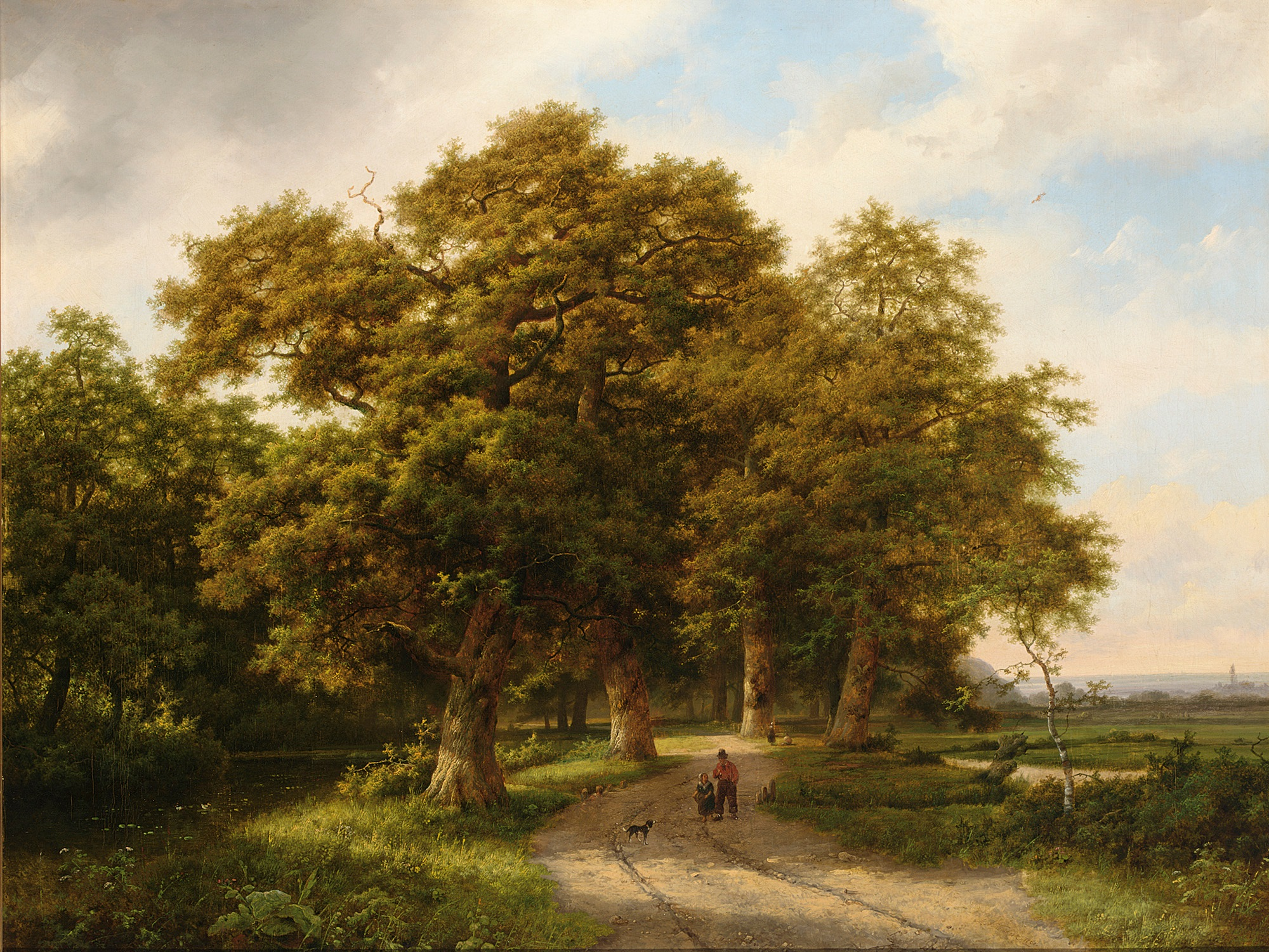
Waldlandschaft  mit Menschen auf einer Landstraße, 1861
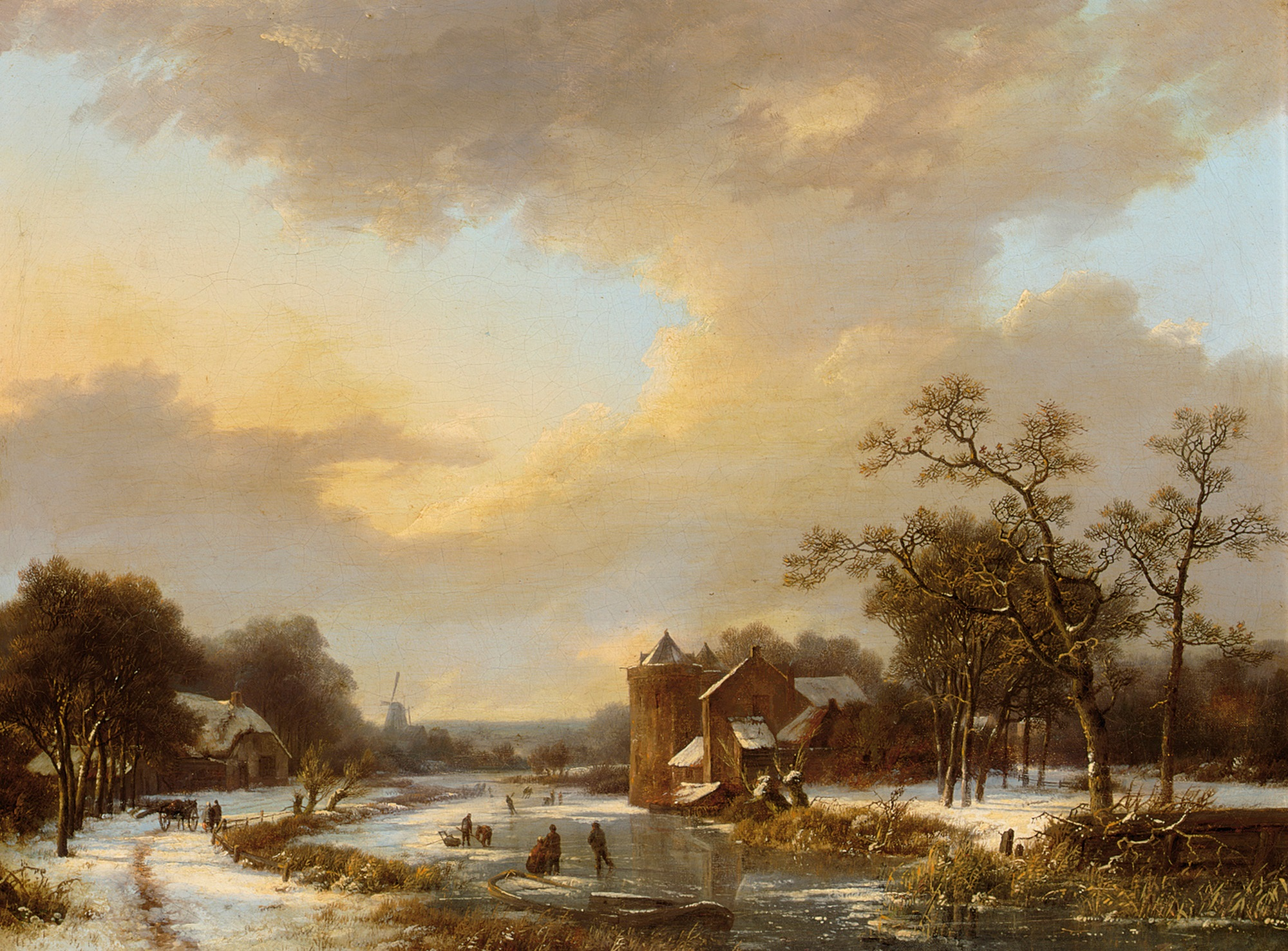
Ausladende niederländische Flusslandschaft mit Menschen auf zugefrorenen Fluss, 1844
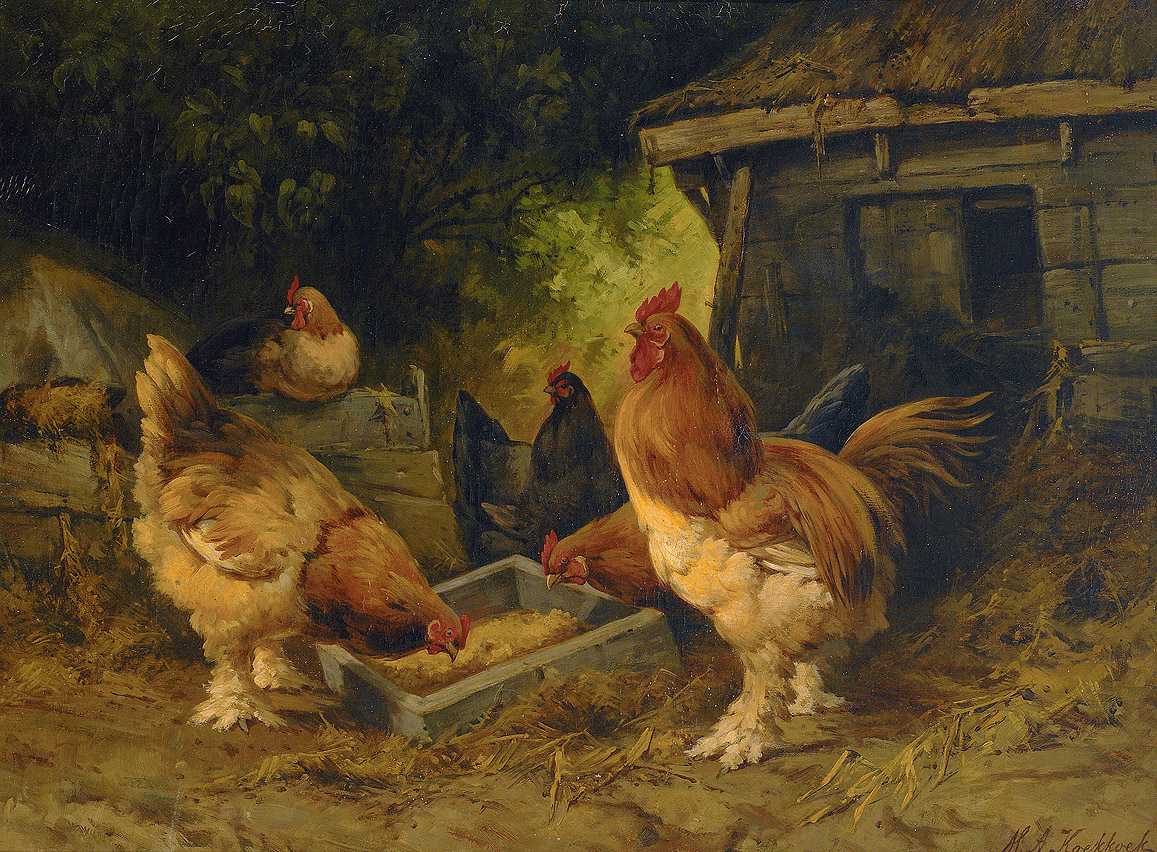
Im Hühnerhof, 1864
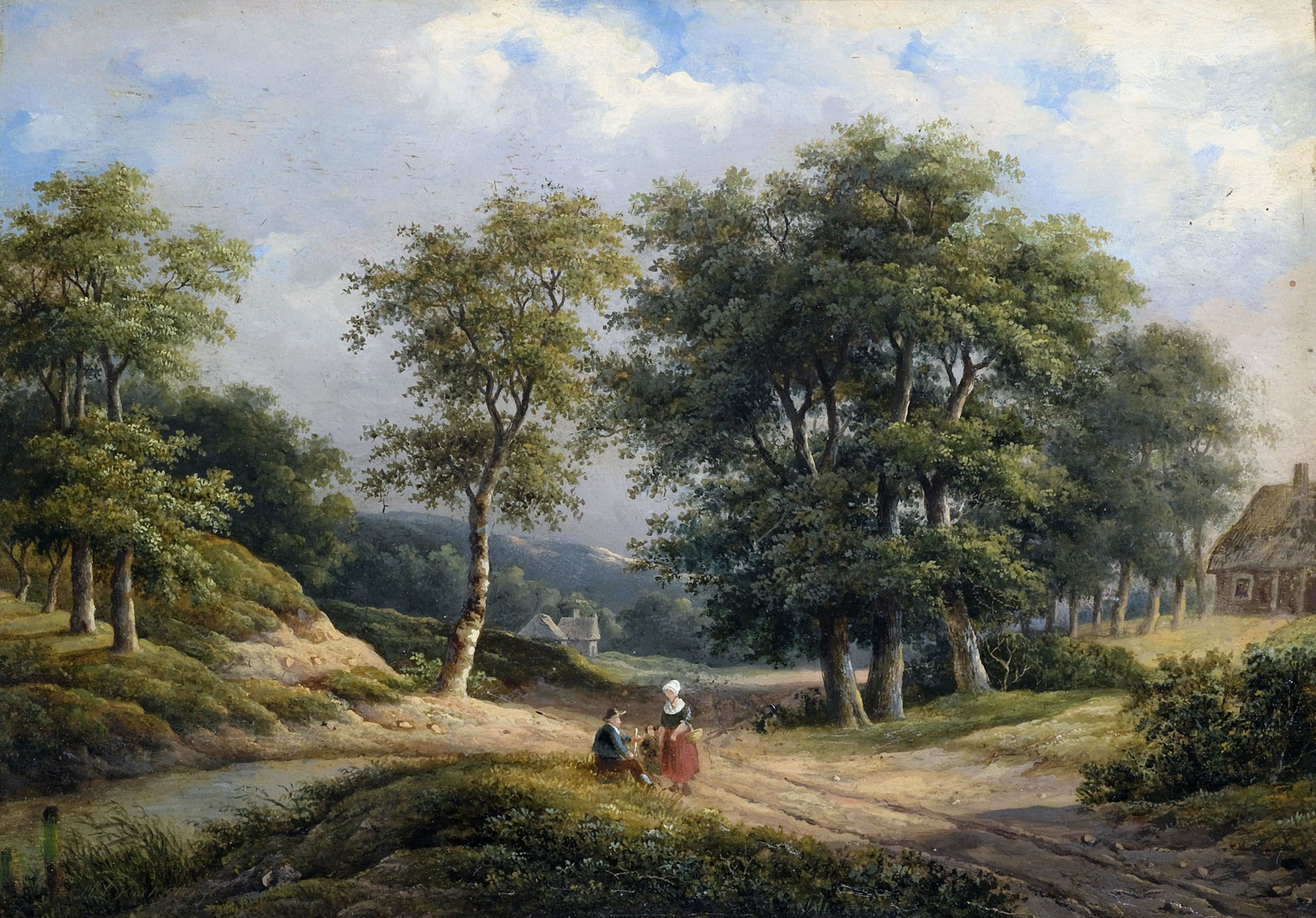
Holländische Landschaft mit Bauernfamilie, Marinus Adrianus Koekkoek zugeschrieben.